# Yspaddaden

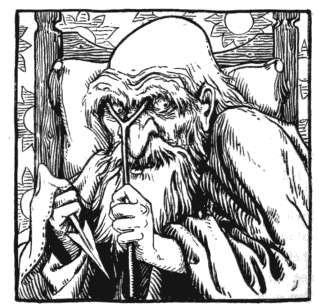
Illustration de John D. Batten pour le conte The Wooing of Olwen, dans les Celtic Fairy Tales de Joseph Jacobs (1892). Yspaddaden doit utiliser une fourche pour soulever ses paupières.

Yspaddaden, ou Yspaddaden Penkawr [ɘsba'ðaden 'benkaur], dans la mythologie celtique galloise, est le chef des géants, qui apparaît dans le conte médiéval de Kulhwch et Olwen. Une malédiction veut qu’il perde la vie lorsque sa fille, la très belle Olwen (« trace blanche »), se mariera. 

## Récit
Inévitablement, un prétendant se présente : Kulhwch. L’accueil est violent, le géant reçoit le prétendant et les gens de sa suite, en leur lançant des pierres et des lances empoisonnées. Ces trois lances lui sont renvoyées, la première lui blesse le genou, la seconde lui transperce la poitrine et la troisième pénètre l’œil pour ressortir par la nuque. Finalement, il impose à Kulhwch une série d’épreuves extrêmement difficiles à réaliser, au terme desquelles il aura Olwen.

## Les épreuves de Kulhwch

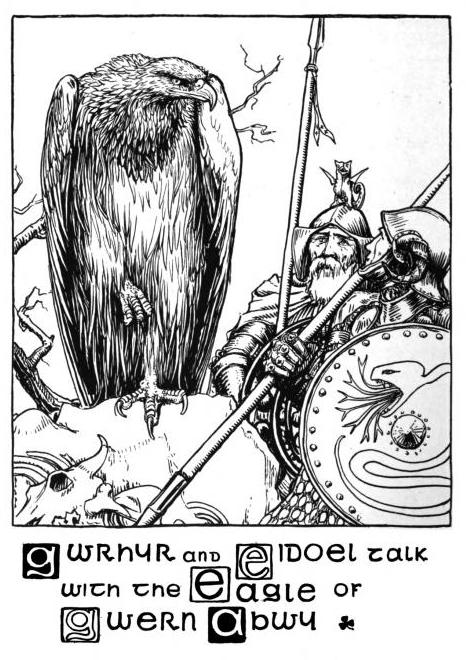
Illustration de John D. Batten pour le conte The Wooing of Olwen, dans les Celtic Fairy Tales de Joseph Jacobs (1892). Gwrhyr et Eidoel demandent à l'aigle de Gwem Abwry où se trouve Mabon.

Après avoir promis au chef des géants qu’il ne lui fera aucun mal, Kulhwch doit :
- Essarter, labourer, fertiliser, ensemencer un terrain et que le blé puisse être moissonné le lendemain.
- Convaincre Amaethon de venir labourer le terrain, car il est le seul à pouvoir le faire.
- Convaincre Gofannon de venir nettoyer le fer.
- Obtenir de Gwlwlyd Wineu qu’il lui prête ses deux bœufs pour labourer le sol.
- Faire pousser du lin dans un champ stérile pour confectionner le voile du mariage.
- Trouver un miel rare pour faire l’hydromel du repas nuptial.
- Ramener la cuve de Llwyr pour faire l’hydromel.
- Ramener le plat de Gwyddneu Garabhir pour que le monde entier puisse s’y rassasier.
- Ramener la corne de Gwlgawt Gododdin pour servir la boisson.
- Demander à Teirtu sa harpe magique, celle qui fait de la musique toute seule.
- Attraper les oiseaux de Rhiannon.
- Aller chercher le chaudron de Diwrnach l’Irlandais, pour cuire les aliments du repas de noce.
- Arracher la défense du sanglier[2] Yskithrwynn vivant, pour qu’Yspaddaden puisse se raser la barbe ; la défense doit être gardée par Caw de Prydein qui, en principe, ne quitte jamais son royaume.
- Ramener du sang de la sorcière Gorwen pour assouplir les poils de la barbe ; le sang doit être impérativement conservé dans des bols magiques, appartenant à Gwiddolwyn Gorwen.
- Ramener les bols de Rhinnon, qui conservent le lait frais.
- Ramener les ciseaux et le peigne qui se trouvent entre les oreilles du sanglier Twrch Trwyth, pour coiffer les cheveux d’Yspaddaden. Pour chasser ce sanglier fantastique, il faut le chien Drudwyn, la laisse de Cors, le collier de Canhastyr et la chaîne de Kilydd Canhastyr. Le chien ne peut être mené que par Mabon, mais on ne sait jamais où il se trouve.
- Réunir d’éminents chasseurs dont le roi Arthur.

## La mort d’Yspaddaden
Kulhwch réussit tous ces exploits avec l’aide du roi Arthur et de ses chevaliers. Lorsqu’il revient avec ses compagnons à la cour du roi des géants, Caw de Prydein lui coupe la barbe, la peau, la chair et les oreilles. Les épreuves ayant été surmontées, Yspaddaden doit accorder la main de sa fille et se prépare à mourir. Goreu lui coupe la tête que l'on plante sur une lance. Kulhwch et Olwen passent leur première nuit ensemble.

## Compléments

### Sources
- Les Quatre Branches du Mabinogi, conte Kulhwch et Olwen, traduit, présenté et annoté par Pierre-Yves Lambert, Gallimard, coll. « L’aube des peuples », Paris, 1993,  (ISBN 2-07-073201-0).
- « Un géant nommé Spezet », Cahiers du C.G.H.P, n° 24, 2009, par Goulven Péron

### Note
1. ↑  Borgne, manchot, boiteux: des démons primordiaux aux dieux tonnants, Patrice Lajoye, academia.edu, 2006
2. ↑  Dans la mythologie celtique, le sanglier est l'animal emblématique de la classe sacerdotale (druides, bardes et vates).